# Marcel Bîrsan
Marcel Bîrsan (Boekarest, 18 februari 1982) is een Roemeens voetbalscheidsrechter. Hij is in dienst van FIFA en UEFA sinds 2019. Ook leidt hij sinds 2012 wedstrijden in de Liga 1.
Op 30 maart 2012 leidde Bîrsan zijn eerste wedstrijd in de Roemeense hoogste divisie, toen Oțelul Galați met 3–0 won van Voința Sibiu. Tijdens dit duel trok de scheidsrechter eenmaal de gele kaart. Zijn debuut in internationaal verband maakte de Roemeen op 18 juli 2019 tijdens een wedstrijd tussen NK Domžale en Balzan in de eerste voorronde van de UEFA Europa League; het eindigde in 1–0 en Bîrsan gaf vijf gele kaarten. Op 19 november 2023 leidde hij zijn eerste interland, toen Cyprus met 1–0 won van Litouwen. Tijdens dit duel kregen één Cyprioot en vier Litouwers een gele kaart van de Roemeense leidsman.

## Interlands
| Datum            | Plaats           | Wedstrijd         | Uitslag | Competitie        | Kreeg geel | Kreeg voor de tweede keer geel en dus rood | Weggestuurd |
| ---------------- | ---------------- | ----------------- | ------- | ----------------- | ---------- | ------------------------------------------ | ----------- |
| 19 november 2023 | Limassol, Cyprus | Cyprus – Litouwen | 1 – 0   | Vriendschappelijk | 5          | 0                                          | 0           |
| 25 maart 2024    | Solna, Zweden    | Zweden – Albanië  | 1 – 0   | Vriendschappelijk | 2          | 0                                          | 0           |

Laatst bijgewerkt op 28 maart 2024.